# Kel-Tec KSG
Kel-Tec KSG là loại súng shotgun được phát triển bởi công ty Kel-Tec tại Hoa Kỳ. Loại súng này được giới thiệu tại triển lãm Shot Show-2011 và bắt đầu chế tạo vào khoảng giữa năm 2011. Nó có hai ống đạn xếp kế tiếp nhau giúp cho có thể chứa được nhiều đạn nhưng vẫn giữ được kích thước cơ động. Súng được xem là thích hợp để sử dụng trong việc tự vệ cũng như cho các lực lượng thi hành công vụ và cảnh sát.

## Thiết kế
KSG sử dụng cơ chế nạp đạn kiểu bơm cơ bản, nó có hai ống đạn nằm ở phía dưới cho việc tiếp đạn cũng như sử dụng thiết kế bullpup để có kích thước cơ động. Ốp lót tay phía trước của súng cũng chính là cần nạp đạn để súng bắt đầu chu kỳ nạp đạn xạ thủ chỉ việc kéo đẩy cần này. khóa nòng được khóa cố định bằng một cái móc đu ra phía trước và sau nằm phía trên bolt, khi kéo cần bơm ra phía trước để nạp đạn nó sẽ đu lên móc vào phần trên của nòng khóa cố định bolt không cho di chuyển cho đến khi cần bơm được kéo ngược ra phía sau thì miếng nêm sẽ đu ra sau tách ra khỏi nòng để bolt có thể di chuyển ra phía sau cho việc nhả vỏ đạn và bắt đầu chu trình nạp đạn mới.
Súng có hai ống đạn xếp kế bên nhau nằm song song bên dưới nòng súng. Khi bắn chỉ có một ống sẽ được dùng để nạp đạn cho súng còn ống còn lại sẽ được một bộ phận chặn không cho tiếp đạn lên nòng. Nút chọn ống đạn sẽ sử dụng nằm ở phía sau tay cầm cò súng với ba chế độ, chế độ ngay giữa là chặn việc tiếp đạn của cả hai ống còn nếu nút chình sang bên nào thì ống đạn bên đó sẽ được sử dụng. Xạ thủ sẽ nạp đạn từng viên vào hai ống đạn này thông qua khe lớn ở phía bên dưới phía sau tay cầm cò súng, khe này cũng là khe nhả vỏ đạn.
Hệ thống nhắm của súng là điểm ruồi nhưng súng cũng có thanh răng để gắn các hệ thống nhắm thích hợp hơn cho xạ thủ. Phần dưới của thân súng cũng có thể gắn thêm thanh răng để gắn các hệ thống hỗ trợ tác chiến như đèn pin, đèn laser...